# Doudeauville (Sekwana Nadmorska)
Doudeauville – miejscowość i gmina we Francji, w regionie Normandia, w departamencie Sekwana Nadmorska.
Według danych na rok 1990 gminę zamieszkiwało 68 osób, a gęstość zaludnienia wynosiła 17 osób/km² (wśród 1421 gmin Górnej Normandii Doudeauville plasuje się na 822. miejscu pod względem liczby ludności, natomiast pod względem powierzchni na miejscu 770.).